# De witte waan (film)
De witte waan is een Nederlandse speelfilm uit 1984 van regisseur Adriaan Ditvoorst.
Nadat hij bijna 6 jaar werkloos was geweest, leek men Ditvoorst vergeten. Tot ieders verbazing maakte de regisseur toch nog een film.
De witte waan kan gezien worden als het filmische testament van Ditvoorst. Ditvoorsts gevoelens, zijn visie op de wereld, zijn idealen, zijn levensstijl en zelf zijn voorspelling over de toekomst van onze wereld: alles komt in de beelden en verhaallijnen van deze film naar voren.
De critici waren vol lof over De witte waan, maar de film flopte genadeloos: slechts 1700 bezoekers.

## Verhaal
Het verhaal draait om Lazlo, een aan drugs verslaafde kunstenaar die zichzelf van de buitenwereld heeft afgesloten. Terwijl hij in een leegstaande fabriek aan het schilderen is, spuit hij heroïne in. Hij droomt dan dat hij als een adelaar (een symbool van kracht en vrijheid) boven de mensen uitvliegt.
Lazlo heeft al 12 jaar geen contact meer met zijn moeder. Zij leeft ook als een kluizenaar, maar dan in een vervallen kasteel. Zij was ooit een beroemde toneelactrice, maar ze is nu straatarm en alleen.
Uit wanhoop besluit ze zichzelf voor een auto te werpen, waardoor ze invalide raakt. Lazlo besluit naar het ziekenhuis te gaan om zijn moeder na 12 jaar op te zoeken. Daar geeft ze hem een brief met daarin een wens.
Lazlo besluit bij haar in te trekken en de twee leven nu samen in een sociaal isolement. De twee kluizenaars gaan zich steeds verder verwaarlozen en op haar verjaardag laat Lazlo de wens van zijn moeder in vervulling gaan: onder begeleiding van de muziek van Mozart, drinken de twee een glas vergiftigde champagne. Ze sterven samen in bed, te midden van 3000 kaarsen en rozen.
Naast het simpele verhaal bewandelt de film vele zijpaden. Een dikke junk is op zoek naar geld, de Chinese drugsdealer sterft aan een overdosis en via een aantal korte flashbacks zien we iets van de relatie tussen de vader van Laszlo en zijn moeder. Ook zien we een waanzinnige zwerver die een machine heeft gebouwd waarmee hij de aarde denkt te kunnen vernietigen: in deze scène zegt hij dat er zoveel ellende is dat de aarde zal worden vernietigd in een grote knal. Dit is een duidelijk voorbeeld van Ditvoorsts pessimistische wereldvisie.
De film zit vol citaten en verwijzingen, onder meer naar De kersentuin en Koning Oedipus, twee verhalen waardoor de film is geïnspireerd, en naar Les Chants de Maldoror van Lautréamont.
De dialogen zijn betrekkelijk schaars, er zijn ca. 280 regels tekst. Ditvoorst vertelt het verhaal voornamelijk aan de hand van beelden.

## Rolverdeling
| Acteur              | Personage |
| ------------------- | --------- |
| Thom Hoffman        | Lazlo     |
| Pim Lambeau         | Moeder    |
| Louise Ruys         | Tante     |
| Guusje van Tilborgh | Jasja     |
| Hans Croiset        | Portier   |
| Jules Croiset       | Vader     |
| Pamela Koevoets     | Dokter    |
| Hilde Van Mieghem   | Lili      |
| Joe Hennes          | Fuji      |
| Luk Van Mello       | Dealer    |
| Theo van Gogh       | Junk      |